# Balm (Adelsgeschlecht)
Die Familie von Balm war ein Freiherrengeschlecht, das im 13. und frühen 14. Jahrhundert im schweizerischen Mittelland über etwa vier Generationen auftrat.

## Herkunft

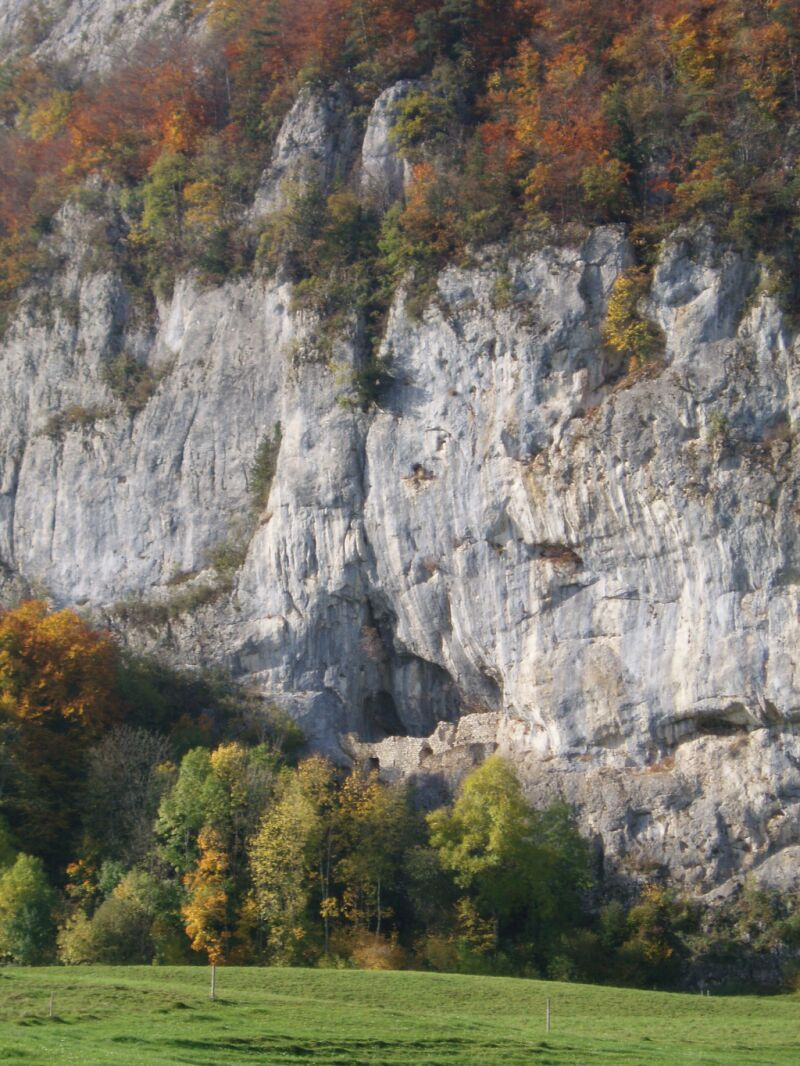
Ruine der Grottenburg Balm

Das Freiherrengeschlecht war bis 1308 Inhaber der gleichnamigen Herrschaft Balm (heute Gemeinde Balm bei Günsberg). Der Familienname leitet sich vom Begriff "Balmburg" (Höhlenburg) ab, der Stammsitz war die Burg Balm (heute Ruine Balm). Das Geschlecht verlegte um die Mitte des 12. Jahrhunderts ihren Sitz und somit ihr Herrschaftszentrum nach Altbüron, nachdem das dortige Geschlecht ausgestorben war. Heute kann nicht mehr nachgewiesen werden, ob die Herrschaft Altbüron durch Kauf oder Erbschaft erworben wurde. Der Familie gehörte neben den Herrschaften Balm und Altbüron auch die Herrschaft Altishofen sowie zahlreiche Güter im Rot- und Wiggertal.
Die Freiherren sind im Jahre 1218 im Gefolge Hartmanns IV. des Älteren von Kyburg, ab Mitte des 13. Jahrhunderts als habsburgische Gefolgsleute zu finden.
Es sind verwandtschaftliche Beziehungen zu den Freiherren von Langenstein, von Kempten, von Tengen und von Grünenberg nachgewiesen. Daneben werden noch Verwandtschaften zu den Freiherren von Wädenswil, von Hasenburg und zu den Rittern von Hünenberg vermutet.
Die Balm gehörten zu den Förderern des Klosters St. Urban in dessen Gründungszeit. Sie gehörten 1274/75 auch zu den Mitbegründern des Klosters Ebersecken, wo auch ihre Grabstätte war. In Ebersecken besassen sie auch eine Burg.

## Namensträger
Insgesamt sind vier Generationen bekannt, daneben weitere Personen im 13. und 14. Jahrhundert, die nicht eindeutig zugeordnet werden können.
Im Jahr 1201 wird das Geschlecht mit Burkhard von Balm mit seinem Sohn Heinrich I. zum ersten Mal urkundlich erwähnt. Die Brüder Heinrich II., Rudolf I. und Ulrich II. bildeten die dritte Generation und waren mit grosser Wahrscheinlichkeit Söhne Heinrichs I.
Rudolf II. von Balm, mit grosser Wahrscheinlichkeit der Sohn von Rudolf I., vereinigte zwar alle Herrschaftsrechte in seiner Hand, war aber zugleich für den Niedergang des Freiherrschaftgeschlechts verantwortlich. Im Jahr 1308 war Rudolf II. an der Ermordung König Albrechts I. beteiligt. Dies führte zur Verhängung der Reichsacht und zur Konfiskation aller Rechte und Güter. Zwar entkam Rudolf II. der Blutrache durch Flucht und soll bis 1312 in einem Basler Kloster gelebt haben.
Drei Brüder Heimo, Ulrich und Guntram von Balm sowie eine Schwester namens Anna waren 1323 noch erwähnt. Anna war die Ehefrau von Dietrich von Rüti.
Nicht zu verwechseln ist die Familie mit den Herren von Balm, die ihren Stammsitz auf der Burg Balm bei Lottstetten hatten. Diese kommen in den Urkunden von 1152 bis 1291 vor, waren zunächst freien Standes, später mit Bürgerrecht in Schaffhausen und führten als Wappen in Rot einen silbernen Mühlstein.

## Wappen
Blasonierung: Fünfmal gespalten von Silber und Blau, belegt mit einem schreitenden roten Löwen.